# Cornelius Washington
Cornelius Washington (Hephzibah, 10 settembre 1989) è un giocatore di football americano statunitense che gioca nel ruolo di defensive end per i Detroit Lions della National Football League (NFL). Fu scelto nel corso del sesto giro (188º assoluto) del Draft NFL 2013 dai Chicago Bears. Al college giocò a football all’Università della Georgia.

## Carriera professionistica

### Chicago Bears
Washington fu scelto nel corso del sesto giro del Draft 2013 dai Chicago Bears. Debuttò come professionista nella gara della settimana 4 contro i Detroit Lions. Il primo tackle in carriera lo mise a segno nella settimana 10, ancora contro i Lions. Dopo avere disputato solo due gare nella sua stagione da rookie, nella successiva scese in campo 13 volte, mettendo a segno 9 tackle e un sack nella settimana 12 contro i Tampa Bay Buccaneers.

### Detroit Lions
Nel 2017, Washington firmò con i Detroit Lions.

## Statistiche
| Partite totali      | 15  |
| Partite da titolare | 0   |
| Tackle              | 10  |
| Sack                | 1,0 |

Statistiche aggiornate alla stagione 2014